# Univerzita Johnse Hopkinse

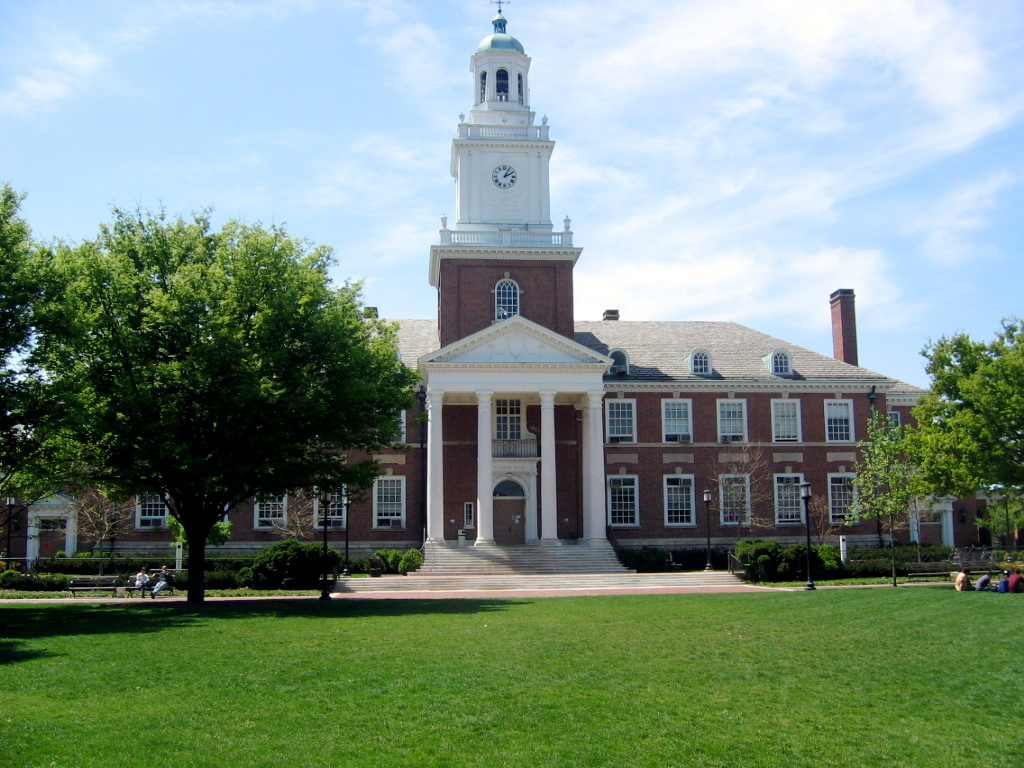
Gilman Hall JHU, Homewood Campus

Univerzita Johnse Hopkinse (anglicky Johns Hopkins University, zkratka JHU) je soukromá vysoká škola ve městě Baltimore v americkém státě Maryland.
Byla založena 22. února 1876. Její název pochází od velkého přispěvatele do školního rozpočtu, Johnse Hopkinse. V současnosti zde studuje bez mála 6000 bakalářských a více než 20 000 magisterských, inženýrských a doktorských studentů. JHU je zakládajícím členem Asociace amerických univerzit (Association of American Universities). Univerzita je považována za první výzkumnou univerzitu ve Spojených státech. Ve fiskálním roce 2016, Univerzita Johnse Hopkinse vynaložila na výzkum rekordních 2,5 miliardy dolarů. S univerzitou je spojováno 39 laureátů Nobelovy ceny.
Univerzita je rozdělena na 10 hlavních částí. Bakalářské vzdělávání probíhá především v Zanvyl Krieger School of Arts and Sciences a Whiting School of Engineering, které se nacházejí v Homewood kampusu v sousedství Charles Village v Baltimoru. Lékařská fakulta, ošetřovatelská škola a Bloombergova škola veřejného zdraví jsou umístěny v areálu zdravotnických ústavů ve východním Baltimoru. Univerzitu také tvoří Peabody Institute, Applied Physics Laboratory, Paul H. Nitze School of Advanced International Studies, School of Education, Carey Business School a další ústavy. Kromě hlavního kampusu v Baltimoru má univerzita další kampusy v Itálii, Číně a Washingtonu, D.C.

## Sport
Sportovní týmy školy se nazývají Blue Jays (maskotem je Blue Jay neboli modrá sojka chocholatá). Univerzitní sportovní barvy jsou modrá a černá. Nejúspěšnější sportovní školní týmy jsou týmy mužského a ženského lakrosu. Mužský lakrosový tým doposud získal 44 národních titulů.

## Žebříčky
Univerzita se tradičně řadí mezi nejprestižnější a nejlépe hodnocené vědecké vysokoškolské instituce v USA a na světě. Čtyřleté bakalářské studium na JHU je jedním z nejselektivnějších vysokoškolských programů ve Spojených státech. V roce 2019 univerzita přijala 7,6% z 30 303 uchazečů, a v roce 2020 9,6% z 27 256 uchazečů o bakalářské studium.

### 2020
Vysokoškolské bakalářské vzdělání na JHU se podle US News & World Report v roce 2020 umístilo na sdíleném 10. místě mezi americkými univerzitami a na 11. místě na světě. V kategoriích post-bakalářského studia se škola mimo jiné umístila na 1. místě v ošetřovatelství a zdravotnických oborech, na 17. místě ve strojírenských oborech, 7. místě v pedagogickém vzdělávání, 22. místě v matematicko-fyzikálních oborech, 25. místě v počítačových vědách a 23. místě v ekonomii.

### 2021
Vysokoškolské bakalářské vzdělání na JHU se podle US News & World Report v roce 2021 umístilo na celkovém 9. místě mezi americkými univerzitami. Lékařské a zdravotnické obory včetně Bloombergovy školy veřejného zdraví se všechny tradičně umístili na 1. místě ve svých kategoriích.

### 2022
V roce 2022 se vysokoškolské bakalářské vzdělání na JHU znovu umístilo na 9. místě mezi americkými univerzitami  a sdíleném 9. místě na světě (zdroj: US News & World Report). Vědecké obory na Bloombergovy školy veřejného zdraví získaly 1. místo ve Spojených státech a na světě, jak tomu již je nepřetržitě od roku 1994. Lékařské vzdělání a vzdělání ve vědeckých zdravotnických oborech se umístilo na sdíleném 3. místě a ošetřovatelství se tradičně umístilo na 1. místě. JHU se mimo jiné umístila na 12. pozici v psychologii, 14. místě v pedagogickém vzdělávání, 15. příčce ve fyzice, na 20. místě v počítačových vědách, 22. místě v ekonomii a 41. místě v oboru politické vědy. 

### 2023 a 2024
V letech 2023 a 2024 se škola opětovně umístila na sdíleném 9. místě v USA, společně s Brownovou Univerzitou a Nothwestern. Bloombergova škola veřejného zdraví i nadále zůstává na 1. místě. 

## Kampusy

### Homewood kampus
- Zanvyl Krieger School of Arts and Sciences: Fakulta humanitních a vědních zaměření nabízí více než 60 bakalářských a 40 postgraduálních programů. Založena v roce 1876.
- G.W.C. Whiting School of Engineering: Technická fakulta současně nabízí 14 oborů. Založena v roce 1913.
- School of Education: Divize Vzdělání a podnikání, která byla původně založena v roce 1909 jako Škola odborných studií v podnikání a vzdělávání a v roce 2007 se stala samostatnou fakultou.

### Východní Baltimore
- Lékařská fakulta: Založena v roce 1893, lékařská fakulta JHU je považována za jednu z nejlepších lékařských fakult a biomedicínských výzkumných ústavů na světě.
- Bloombergova škola veřejného zdraví (anglicky Bloomberg School of Public Health): Založena v roce 1916 je nejstarší a největší školou veřejného zdraví na světě. Podle US News & World Report je škola nepřetržitě od roku 1994 hodnocena na prvním místě ve svém oboru mezi americkými univerzitami a na světě. V roce 2001 byla přejmenována podle významného sponzora, podnikatele Michaela Bloomberga, pozdějšího starosty New York City a demokratického kandidáta na prezidenta Spojených států amerických v roce 2020[22].
- Škola ošetřovatelství: Jedna z nejstarších a nejvýznamnějších amerických škol ošetřovatelského vzdělávání, založena v roce 1889.

### Baltimore centrum
- Carey Business School: Fakulta založena v roce 2007 a zahrnuje divize bývalé Školy odborných studií v podnikání a vzdělávání.
- Peabody Institut: Hudební institut založený v roce 1857 je nejstarší aktivní hudební konzervatoř ve Spojených státech. Nachází se v East Mount Vernon Place v Baltimoru.

### Washington, D.C.
- Škola pokročilých mezinárodních studií Paula H. Nitzeho (anglicky Paul H. Nitze School of Advanced International Studies, SAIS) založena v roce 1943 se nachází ve Washingtonu D.C. poblíž Dupont Circle. SAIS se věnuje mezinárodním studiím, zejména mezinárodním vztahům, diplomacii a ekonomii. SAIS také vlastní mezinárodní školní areály v italské Boloni a Nanjingu v Číně.

### Laurel, Maryland
- Laboratoř aplikované fyziky (anglicky Johns Hopkins University Applied Physics Laboratory, APL): APL v Laurelu ve státě Maryland se specializuje na výzkum pro Ministerstvo obrany USA, NASA a další vládní a civilní výzkumné agentury. APL postavila kosmickou loď pro NASA, která letěla mimo jiné na asteroid Eros a planety Merkur a Pluto.[23] Od svého založení v roce 1942, APL vyvinula více než 100 biomedicínských zařízení, mnoho ve spolupráci s zdravotnickými ústavy při JHU.

## Významné osobnosti
- Spiro Theodore Agnew – 39. viceprezident USA
- Peter Agre – nositel Nobelovy ceny za chemii, 2003
- Madeleine Albrightová – bývalá ministryně zahraničí USA
- Tori Amos – americká zpěvačka a pianistka
- Richard Axel – nositel Nobelovy ceny za medicínu, 2004
- John Simmons Barth – americký spisovatel
- Michael Bloomberg – starosta New Yorku
- Zbigniew Brzezinski – polsko-americký politolog
- Nicholas Murray Butler – nositel Nobelovy ceny míru, 1931
- Rachel Carson – americká zooložka a mořská bioložka
- C. J. Cherryh – americká autorka science fiction a fantasy
- John Maxwell Coetzee – nositel Nobelovy ceny za literaturu, 2003
- Jacques Derrida – francouzský filozof, zakladatel dekonstrukce
- John Dewey – americký filozof, pedagog, psycholog a reformátor vzdělávání
- Joseph Erlanger – nositel Nobelovy ceny za medicínu, 1944
- Andrew Z. Fire – nositel Nobelovy ceny za medicínu, 2006
- Robert Fogel – nositel Nobelovy ceny za ekonomii, 1993
- James Franck – nositel Nobelovy ceny za fyziku, 1925
- Francis Fukuyama – americký spisovatel a filosof japonského původu
- Herbert Spencer Gasser – nositel Nobelovy ceny za medicínu, 1944
- Timothy Geithner – americký ministr financí
- Maria Goeppert-Mayer – nositel Nobelovy ceny za fyziku, 1963
- Paul Greengard – nositel Nobelovy ceny za medicínu, 2000
- Stanislav Grof – americký psychiatr českého původu
- Geir Haarde – bývalý premiér Islandu
- Haldan Keffer Hartline – nositel Nobelovy ceny za medicínu, 1967
- Alger Hiss – americký diplomat, v roce 1948 odhalený jako špión Sovětského svazu
- David H. Hubel – nositel Nobelovy ceny za medicínu, 1981
- Simon Kuznets – nositel Nobelovy ceny za ekonomii, 1971
- Merton H. Miller – nositel Nobelovy ceny za ekonomii, 1990
- George Richards Minot – nositel Nobelovy ceny za medicínu, 1934
- Francis Mark Mondimore – americký psychiatr
- John Money – významný a kontroverzní americký psycholog a sexuolog novozélandského původu
- Thomas Morgan – nositel Nobelovy ceny za medicínu, 1933
- Robert Mundell – nositel Nobelovy ceny za ekonomii, 1999
- Daniel Nathans – nositel Nobelovy ceny za medicínu, 1978
- Simon Newcomb – kanadsko–americký matematik a astronom
- Lars Onsager – nositel Nobelovy ceny za chemii, 1968
- Charles Peirce – americký vědec, matematik a logik, zakladatel pragmatismu a moderní sémiotiky
- Martin Rodbell – nositel Nobelovy ceny za medicínu, 1994
- Peyton Rous – nositel Nobelovy ceny za medicínu, 1966
- Pedro Salinas – španělský spisovatel
- Hamilton O. Smith – nositel Nobelovy ceny za medicínu, 1978
- Harold Clayton Urey – nositel Nobelovy ceny za chemii, 1934
- Thorstein Veblen – americký ekonom a sociolog norského původu
- Vincent du Vigneaud – nositel Nobelovy ceny za chemii, 1955
- John Watson – americký psycholog, zakladatel behaviorismu
- David B. Weishampel – americký paleontolog
- John Archibald Wheeler – americký fyzik zabývající se teorií relativity a relativistickou astrofyzikou
- George Hoyt Whipple – nositel Nobelovy ceny za medicínu, 1934
- Torsten Wiesel – nositel Nobelovy ceny za medicínu, 1981
- Jody Williamsová – nositelka Nobelovy ceny za mír, 1997
- Woodrow Wilson – 28. prezident USA, nositel Nobelovy ceny za mír, 1919